# 貝澤正
貝澤 正（かいざわ ただし、1912年 - 1992年2月3日）は、元平取町議会議員、元北海道ウタリ協会副理事長。北海道平取町出身。

## 生涯
1912年に生まれる。祖父はウエサナシ（Uesanash）、父は与治郎。父親はアイヌ人であったが、日本人に同化することを目指していた。母親は和人であったが、アイヌ文化を子どもたちに教えていた。平取尋常高等小学校高等科卒業。
1941年、開拓団員として満州に渡る。当地での中国人や朝鮮人に対する日本人の仕打ちに辟易する。差別言動を注意して銃を突きつけられることもあった。開拓団から離れ、満州の土地で農業を始めたが、体を悪くして帰国する。
平取町に戻り、零細農家から始める。農業を成功させ、更に、アイヌ人が土地を安く和人に売り渡すことを防ぐねらいで土地を買い上げ、大地主となる。農業を引退した時には「全道で知られるほどの篤農家」といわれる。
1967年に、平取町議会議員に当選する。1971年、二風谷アイヌ文化資料館が落成し、初代館長となる。1972年、北海道ウタリ協会の副理事長に就任する。
1973年、アイヌの聖地とされる二風谷地区に二風谷ダム建設が決定され、見切り発車で着工される。6戸の農家と補償交渉が進められ、1984年に、補償交渉が妥結とされ、平取町もダム建設に同意する。地主であった萱野茂と貝澤正は頑強に反対し、立退きの意思表示および補償金の受取りを拒否した。1987年北海道開発局は土地収用法による強制執行に着手する。これに対し両名は強制収用を不服として1989年に収用差し止めを事業者である建設大臣に求めた。1992年に貝澤正が死去後は長男の貝澤耕一が受け継ぐが、1993年4月にこれは棄却された。請求棄却に反発した両名は1993年5月土地収用を行う北海道収用委員会を相手に札幌地方裁判所へ行政訴訟を起こした。1997年に二風谷ダムは完成するが、1997年3月27日に、「差し止め」はできないもののアイヌ民族の立場を無視した土地収用については違法とする判決が下りる。
原告、被告ともに上告せず、判決が確定した。
1992年2月3日、死去する。遺言に基づいて葬儀は伝統的なアイヌプリで行われた。

## 著書
- アイヌ－わが人生　岩波書店　ISBN 978-4000000567